# Bernoullia
Bernoullia é um género botânico pertencente à família Malvaceae.
A autoridade do género é Oliv., tendo sido publicado em Hooker's Icones Plantarum 12: pl. 1169–1170. 1873.